# Mosjön (Ingatorps socken, Småland)
Mosjön är en sjö i Eksjö kommun i Småland och ingår i Emåns huvudavrinningsområde. Sjön har en area på 0,0666 kvadratkilometer och ligger 238 meter över havet.

## Delavrinningsområde
Mosjön ingår i det delavrinningsområde (639138-146756) som SMHI kallar för Mynnar i Bruksdammen. Medelhöjden är 261 meter över havet och ytan är 21,14 kvadratkilometer. Det finns inga delavrinningsområden uppströms utan avrinningsområdet är högsta punkten. Lövsjöbäcken som avvattnar avrinningsområdet har biflödesordning 3, vilket innebär att vattnet flödar genom totalt 3 vattendrag innan det når havet efter 164 kilometer. Delavrinningsområdet består mestadels av skog (78 procent). Avrinningsområdet har 0,89 kvadratkilometer vattenytor vilket ger det en sjöprocent på 4,2 procent. Bebyggelsen i området täcker en yta av 0,32 kvadratkilometer eller 2 procent av avrinningsområdet.